# Ostré (787 m)
Ostré (787 m) – szczyt w Wielkiej Fatrze na Słowacji. 
Wznosi się w zakończeniu zachodniego grzbietu Magury (1059 m) na północnych stokach „turczańskiej” gałęzi Wielkiej Fatry. Południowo-zachodnie stoki Ostrego opadają do dna Veľkiej doliny, południowe tworzą zbocza jej odnogi – dolinki potoku Kutinská, północno-wschodnie tworzą zbocza niewielkiej suchej dolinki wcinającej się w północno-zachodnie stoki Magury. Północno-zachodni, ostry koniec grzbietu opada na Kotlinę Turczańską nad polami wsi Nolčovo.
Ostré jest porośnięte lasem, ale na jego południowych, niezbyt stromych zboczach jest duża pasterska hala. W całości znajduje się poza granicami Parku Narodowego Wielka Fatra i przez jego zbocza ani grzbiet nie prowadzi przez żaden szlak turystyczny.